# Platylister vanus
Platylister vanus är en skalbaggsart som först beskrevs av Schmidt 1897.  Platylister vanus ingår i släktet Platylister och familjen stumpbaggar. Inga underarter finns listade i Catalogue of Life.